# Universität-Gießen-Virus
Als Universität-Gießen-Virus werden drei Stämme UGV1, UGV2 und UGV3 der Spezies Reptarenavirus giessenae (früher Giessen reptarenavirus) bezeichnet, sowie das Isolat UGV-4.
Diese Viren gehören zu einer Gruppe von Erregern, die 2015 bei Boas (Boidae) und Pythons im Zusammenhang mit der sogenannten Einschlusskörperchenkrankheit der Riesenschlangen (boid inclusion body disease BIBD) isoliert wurden. 
Dabei fanden sich bei einzelnen Schlangen Koinfektionen mit mehreren Reptarenaviren, auch Koinfektionen mit mehreren Isolaten des Universität-Gießen-Virus (UGV-1 bis -4). Die individuellen Schlangen wurden ursprünglich an das Institut für Veterinär-Pathologie der Universität Gießen gesandt, die Identifizierung und Anzucht der Viren in den Autopsieproben gelang einer Forschergruppe aus Finnland.
Ein vollständiger Beweis, dass UGVs an der meist tödlich verlaufenden Infektionskrankheit ursächlich beteiligt ist, steht noch aus, da durch die Vielzahl der nachgewiesenen Reptarenaviren in erkrankten Tieren eine kooperative oder individuelle Pathogenität sowie eine Apathogenität der UG-Virusstämme schwierig zu unterscheiden sind.
Phylogenetisch ist das UGV mit den „Suri-Vanera-Virus“-Stämmen (englisch „Suri vanera virus 1“, „2“, „SVaV-1“ und „SVaV-2“, mit Stand Mai 2024 noch offiziell unbestätigt), dem „Tavallinen-Suomalainen-Mies-Virus 1“ (englisch „Tavallinen suomalainen mies virus 1“, „TSMV-1“, ebenfalls bisher nur vorschlagsgemäß) und dem Tavallinen-Suomalainen-Mies-Virus 2 (Tavallinen suomalainen mies virus 2, TSMV-2; Spezies Reptarenavirus commune) nahe verwandt.
Deutlich unterscheiden sich die UGVs (mit den TSMVs) und das ebenfalls in Schlangen isolierte Universität-Helsinki-Virus (engl. University of Helsinki virus, UHV; vorgeschlagene Spezies „Alethinophid 2 reptarenavirus“) von den klassischen Arenaviren (Gattung Mammarenavirus), die durch Nagetiere übertragen werden. Insbesondere die Sequenz des Z-Proteins und der viralen RNA-abhängigen RNA-Polymerase zeigt deutliche Unterschiede zu den Nagetier-assoziierten Arenaviren, so dass eine Übertragung durch Nagetiere als Vektoren beim UGV und UHV nicht wahrscheinlich erscheint.